# Seán T. O'Kelly
Seán Thomas O'Kelly (gaèlic Seán Tomás Ó Ceallaigh) (Dublín, 25 d'agost de 1882 – 23 de novembre de 1966) fou el segon President d'Irlanda del 1945 al 1959.
Procedent de la Lliga Gaèlica, fou un dels fundadors del Sinn Féin (1902) i membre del Secret Militar Commitee de l'IRB el 1915; participà en la Revolta de Pasqua de 1916 cercant suport econòmic als EUA. També va ser membre del Dáil Éireann del 1918 fins a la seva elecció com a president. Durant aquest temps fou ministre de govern local (1932-1939) i ministre de finances (1939-1945). O'Kelly fou també vicepresident del consell executiu del 1932 fins al 1937 i fou el primer Tánaiste de 1937 a 1945. Juntament amb Eamon de Valera fou un dels fundadors del partit Fianna Fáil.